# Бецценбергер, Адальберт
Адальберт Бецценбергер (родился 14 апреля 1851 года в Касселе, умер 31 октября 1922 года в Кёнигсберге) — немецкий филолог и археолог, преподаватель университетов в Гёттингене и Кёнигсберге. Считается основоположником балтистики.

## Биография
Сын германиста Хайнриха Эрста Бецценбергера. С 1859 по 1869 годы учился в гимназии в Касселе. Во время учёбы в Гёттингенском университете под влиянием Т. Бенфея ушёл от занятий германистикой и историей в сравнительно-историческое языкознание. В 1872 году Бецценбергер защитил диссертацию по компаративистике. В 1873 году он переходит в Мюнхенский университет Людвига-Максимилиана, где благодаря М. Хаугу заинтересовался индоевропеистикой.
В 1874 году защитил диссертацию в Гёттингене, стал хабилитированным доктором и получил звание приват-доцента. В 1879 году Адальберт Бецценбергер стал одним из основателей Литовского литературного общества и ординарным профессором и заведующим кафедрой санскрита в Кёнигсбергском университете. Здесь он заложил основы балтистики и стал заниматься балтийской археологией. В 1884 году был избран членом Гёттингенской академии наук.
В 1890/91 учебном году А. Бецценбергер стал проректором Кёнигсбергского университета, а в 1919/20 и 1920/21 учебных годах был ректором этого университета.
В 1894 году был именован членом-корреспондентом Российской академия наук.
В честь Бецценбергера была названа улица в Кёнигсберге.

## Награды
- Поощрительная премия фонда Боппа (1879)
- Орден Красного орла 4 класса
- Орден Короны (Пруссия) 3 класса
- Орден Святой Анны 2 класса

## Труды
- Beiträge zu Geschichte der Litauischen Sprache. auf Grund litauischer Texte des 16. und 17. Jahrhunderts. Peppmüller Verlag, Göttingen 1877.
- Die Kurische Nehrung und ihre Bewohner Engelhorn, Stuttgart 1889 (Forschungen zur deutschen Landes- und Volkskunde; 3-4).
- Lettische Dialektstudien. Vandenhoeck & Ruprecht, Göttingen 1885.
- Litauische Forschungen. Beiträge zur Kenntniss der Sprache und des Volkstumes der Litauer. Peppmüller Verlag, Göttingen 1882.
- Sitzungsbericht der Altertumsgeschichte Prussia. 1892.
- Über der Sprache der Preußischen Letten. Vandenhoeck & Ruprecht, Göttingen 1888.